# 周敏 (游泳运动员)
周敏（1997年12月16日—），中国上海籍女子游泳运动员，生于上海市。2016年，她参加了巴西里约热内卢举办的夏季奥林匹克运动会。最终在400米个人混合泳上获得第32名，在200米个人混合泳上获得第23名。